# Jüdischer Friedhof (Iwaniska)

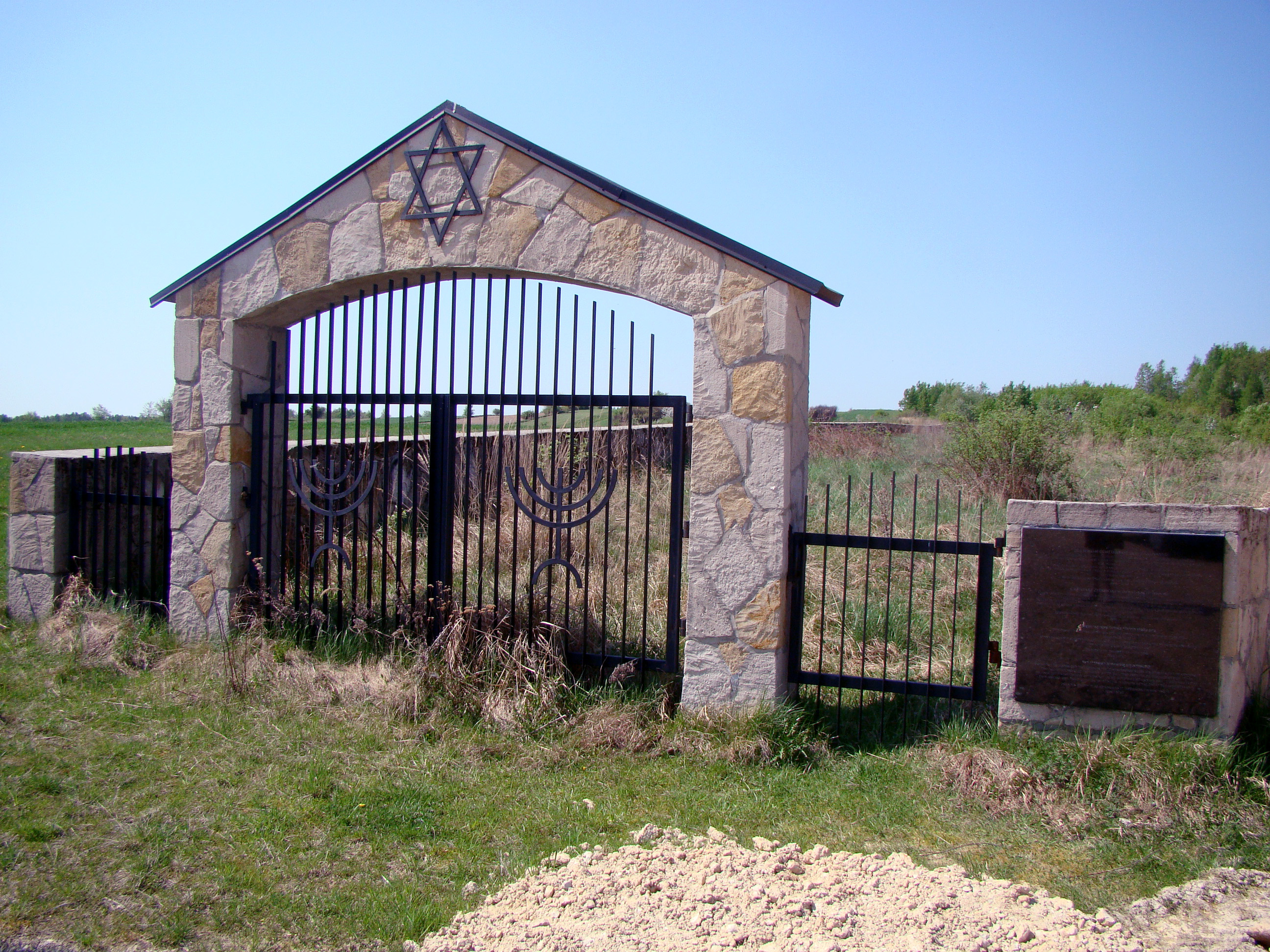
Eingang zum jüdischen Friedhof in Iwaniska

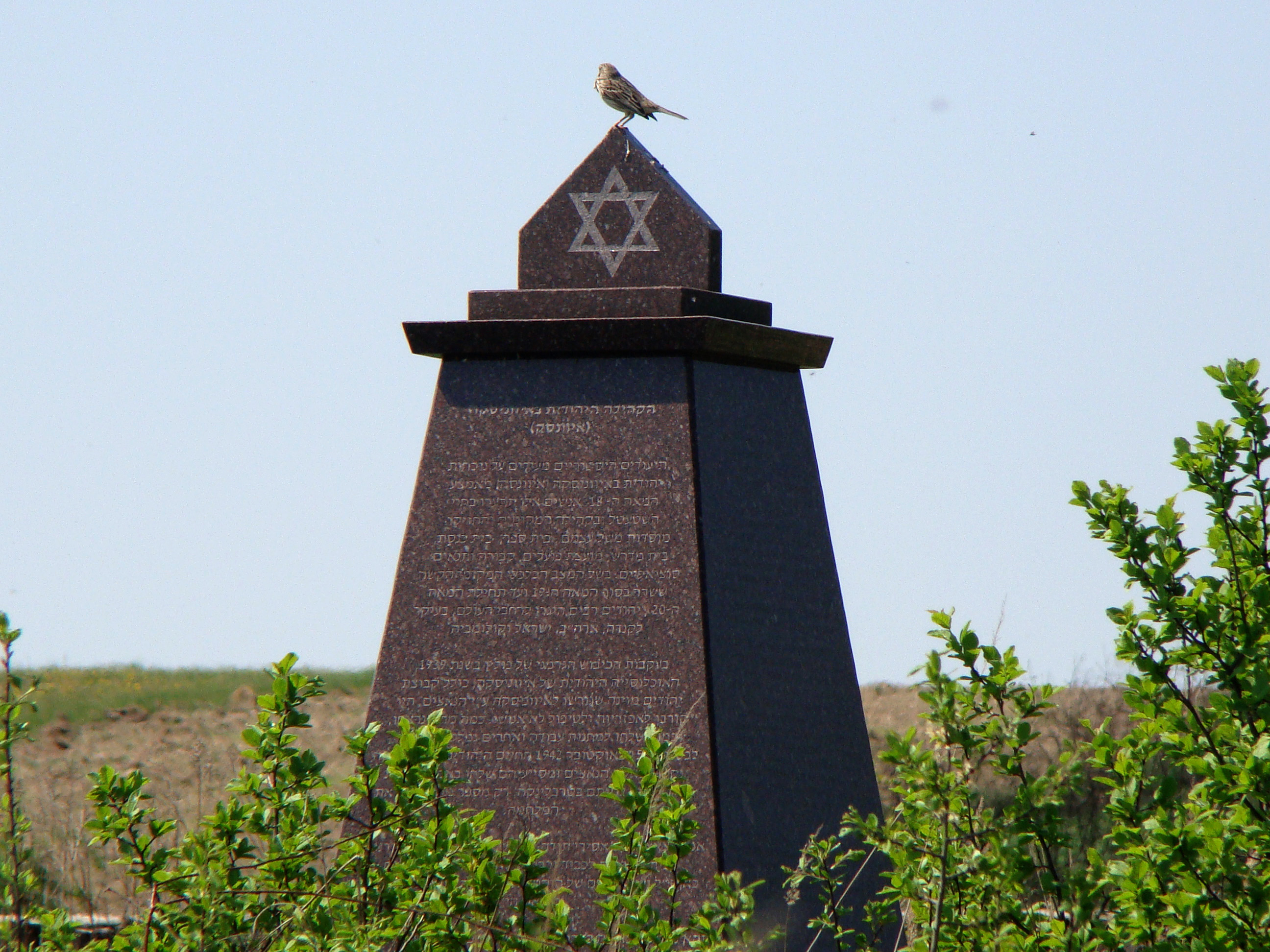
Gedenkstein

Der Jüdische Friedhof in Iwaniska, einer polnischen Stadt in der Woiwodschaft Heiligkreuz, wurde im 19. Jahrhundert angelegt. 
Der Jüdische Friedhof wurde während des Zweiten Weltkriegs von den deutschen Besatzern verwüstet.
Auf dem Friedhof sind heute nur noch wenige zerbrochene Grabsteine erhalten.